# Den Dreef Stadion
El Den Dreef Stadion, también nombrado King Power at Den Dreef Stadion por razones de patrocinio, es un estadio de fútbol ubicado en el distrito de Heverlee en la ciudad de Lovaina, Bélgica. Es el campo del equipo de fútbol de la Jupiler Pro League Oud-Heverlee Leuven y alberga además los partidos en casa de la selección femenina de fútbol de Bélgica y la selección de fútbol sub-21 de Bélgica, el estadio actualmente posee una capacidad para 10 200 espectadores.
El recinto original que databa desde 1960 fue utilizado como pista para bicicletas durante mucho tiempo, en 2002 el estadio fue completamente reconstruido, con tres gradas cubiertas construidas desde cero y convirtiéndose en un estadio exclusivo para la práctica del fútbol. La tribuna principal más grande tiene dos niveles, mientras que todas las tribunas restantes fueron inicialmente de un solo nivel.
En mayo de 2017, la empresa tailandesa de locales de Duty free King Power se convirtió en el nuevo propietario del club. A principios de agosto de ese año se conoció que el nuevo dueño del club también había dado su nombre al estadio por los próximos tres años, la instalación pasó a llamarse King Power at Den Dreef Stadion. El grupo empresarial también es propietario del club inglés Leicester City, cuyo estadio tiene por nombre King Power Stadium.
En noviembre de 2020, la selección belga disputó tres partidos en Den Dreef, primero un partido amistoso contra Suiza y luego dos partidos válidos por la Liga de Naciones de la UEFA, contra Inglaterra (victoria 2-0) y Dinamarca (victoria 4-2). El motivo de no utilizar el Estadio Rey Balduino como se acostumbra fue la exigencia de jugar sin espectadores aquellos partidos debido a la pandemia de COVID-19.

### Partidos internacionales
| 1 | 10 de noviembre de 2020 | Bélgica - Suiza       | 2-1 | Amistoso                                                 |
| 2 | 15 de noviembre de 2020 | Bélgica - Inglaterra  | 2-0 | Liga de Naciones de la UEFA                              |
| 3 | 19 de noviembre de 2020 | Bélgica - Dinamarca   | 4-2 | Liga de Naciones de la UEFA                              |
| 4 | 24 de marzo de 2021     | Bélgica - Gales       | 3-1 | Grupo E, Clasificación UEFA para la Copa Mundial de 2022 |
| 5 | 30 de marzo de 2021     | Bélgica - Bielorrusia | 8-0 | Grupo E, Clasificación UEFA para la Copa Mundial de 2022 |